# Ruxolitinib
Ruxolitinib ist ein Arzneistoff, der die Januskinasen JAK1 und JAK2 hemmt. Er wird bei bestimmtem bösartigen Blutbildungskrankheiten (myeloproliferativen Neoplasien) eingesetzt. Seit 2011 ist er in den USA unter den Handelsnamen Jakafi (Incyte Corp.), in den Ländern der EU seit 2012 unter dem Namen Jakavi (Novartis) zugelassen zur Behandlung der idiopathischen (oder primären) Myelofibrose und der Polycythaemia vera (Zulassung in der EU 2015), außerdem seit 2022 für die Behandlung der Graft-versus-Host-Reaktion (GvHD).

## Wirkungsmechanismus
Der Tyrosinkinaseinhibitor Ruxolitinib hemmt selektiv die beiden Januskinasen JAK-1 und JAK-2, die über den JAK-STAT-Signalweg die Wirkung pro-inflammatorischer Mediatoren und Zytokine, z. B. Interferon-γ in die Zelle und den Zellkern vermitteln.

## Anwendungsgebiete

### Systemisch
Ruxolitinib ist zugelassen zur Behandlung von krankheitsbedingter Splenomegalie (vergrößerter Milz) oder von anderen Symptomen bei Erwachsenen mit primärer Myelofibrose, Post-Polycythaemia-vera-Myelofibrose oder Post-Essentieller-Thrombozythämie-Myelofibrose. Ferner ist es angezeigt zur Behandlung der Polycythaemia vera bei Patienten, die resistent oder intolerant gegenüber Hydroxycarbamid sind.
Auch bei Behandlung der akuten und Cortison-refraktären Graft-versus-Host-Reaktion, also einer Immunreaktion der Stammzellen nach allogener Stammzelltransplantation gegen den Empfänger, zeigt Ruxolitinib gute Ergebnisse. In einer offenen randomisierten kontrollierten Studie (Phase-III-Studie) zeigte sich unter Ruxolitinib nach 28 Tagen in 62 % (gegen 39 % in der Kontrollgruppe) eine Reaktion (Odds ratio 2,64) mit einer medianen Überlebenszeit von 11 Monaten (gegen 7 Monate). Ruxolitinib ist seit dem  Mai 2022 für diese Indikation in Europa zugelassen.

### Topisch
Im September 2021 wurde Ruxolitinib als Creme unter dem Präparatenamen Opzelura zur kurzzeitigen und zur nicht-kontinuierlichen chronischen Behandlung von leichter bis mittelschwerer atopischer Dermatitis bei nicht immungeschwächten Erwachsenen und Jugendlichen ab 12 Jahren zugelassen, wenn andere topische Therapien nicht ausreichend wirksam oder nicht ratsam sind. 2022 gab es eine Zulassungserweiterung um die Behandlung von nicht-segmentaler Vitiligo bei Patienten ab 12 Jahren. Vitiligo ist eine Erkrankung des Immunsystems, bei dem die Melanozyten (pigmentbildende Hautzellen) angegriffen werden, wodurch weiße Hautflecken entstehen. Die EU-Zulassung für die Behandlung von nicht-segementaler Vitiligo, wenn auch das Gesicht betroffen ist, erfolgte im April 2023.

## Kontraindikationen
Bei einem Unterschreiten der Thrombozytenzahl auf < 50.000/µl oder der Leukozytenzahl < 500/µl sollte die Behandlung unterbrochen werden. Außerdem sind Schwangerschaft und Stillzeit eine Kontraindikation.
Einige Patienten mit Myelofibrose entwickeln zwei bis drei Jahre nach Therapiebeginn ein aggressives B-Zell-Lymphom, da JAK2-Inhibitoren im Knochenmark schlummernde B-Zell-Lymphome aktivieren und damit den Krebs auslösen. Das aggressive Lymphom schlummert in rund 16 Prozent der Myelofibrose-Patienten. Bei etwa sechs Prozent davon bricht es durch JAK-2-Inhibitoren aus. Die ruhenden Lymphome können, wenn man sie sucht, durch eine sensitive, molekularbiologische Methode entdeckt werden – um Risikopatienten vor der Therapie mit JAK2-Inhibitoren zu bewahren.

## Nebenwirkungen
Zu den häufigsten Nebenwirkungen gehören Schwindel und Kopfschmerz. Auch waren Infektionen und eine Erhöhung des Blutdrucks unter der Behandlung häufiger als bei den mit Placebo behandelten Patienten.
Dosisabhängige unerwünschte "on-target"-Wirkungen sind Blutarmut (Anämie), Blutplättchenmangel (Thrombozytopenie), eine verminderte Zahl weißer Blutkörperchen und Blutungen sowie eine Immunsuppression. Auch Cytomegalie-Reaktivierungen wurden häufig beobachtet. Ruxolitinib scheint ein sehr selektiver Inhibitor mit wenigen "off-target"-Wirkungen zu sein.

## Anwendung bei COVID-19
Ruxolitinib wurde versuchsweise und anscheinend erfolgreich gegen COVID-19 eingesetzt.

## Handelsnamen
Jakavi (CH, EU, CND, J), Jakafi (USA), Opzelura (EU, USA)